# 서울국제대안영상예술페스티벌
서울국제대안영상예술페스티벌(Seoul International ALT Cinema & Media Festival, nemaf)은 한국 최초의 미디어아트 페스티벌이다. 2000년 인디비디오페스티벌로 시작했고 2004년 서울국제뉴미디어페스티벌(Seoul International NewMedia Festival, NeMaf)로 행사명을 변경했고 개최 20주년인 2020년을 기점으로 지금의 이름으로 행사명을 새롭게 변경하여 사용 중이다.
국제 경쟁 영화제, 국제 경쟁 전시제, 미디어아트 워크샵으로 세분되며 서울특별시 마포구 홍대 일대에서 매년 8월 개최된다.
서울국제대안영상예술페스티벌에서 지향하는 대안영상예술은 내용과 쓰임에 있어서의 새로움으로, 기존의 영상예술이 갖추지 못한 대안적 시각과 탈장르적 소통의 형식을 중시한다.

## 특징
- 한국 최초의 미디어아트 페스티벌
- 대안적 시각을 제시하는 New 미디어예술 발굴의 장
- 영화와 미디어아트의 경계를 허무는 문화복합성 실현
- 전세계 영상미디어예술의 거점

## 역사
| 회차   | 연도 | 슬로건                                    | 참여국가/작품수 | 개막작 |
| 제1회  | 2000 | 인디비디오 이제 시작이다!                 | 국내 70편       | <너무 많이 본 사나이> (손재곤/한국)                                                                                              |
| 제2회  | 2002 | 비주얼 실험변수                           | 4개국 104편     | 비주얼 퍼포먼스 <afterlightⅡ> (최종범/한국)                                                                                      |
| 제3회  | 2003 | RADICAL희노애락                           | 10개국 113편    | 단편섹션 <Extended Play 03> (ONE.ZERO/영국)                                                                                      |
| 제4회  | 2004 | 안녕 뉴미디어 안녕                        | 19개국 115편    | 비주얼 퍼포먼스 <Igong Hikari NeMaf2004> (최종범/한국)                                                                           |
| 제5회  | 2005 | 놀01다다                                  | 2개국 70편      | <당신의 여자친구> (송기원/한국) <육다골대녀> (이애림/한국) <메트로놈> (최성우/한국)                                              |
| 제6회  | 2006 | 나는 미디어, 감성을 요리하다              | 20개국 160편    | 비주얼 퍼포먼스 <We Are Still Alive> (김현주/한국) 사운드아트 <Collective> (RELAY/한국)                                          |
| 제7회  | 2007 | 오, 사랑스런 나의 장르                    | 6개국 90여편    | <빛과 열의 초상> (빌 비올라/미국)                                                                                                |
| 제8회  | 2008 | 나의 M장르                                | 20개국 227편    | <투수, 타자를 만나다> (권상준/한국) 노이즈비주얼퍼포먼스 (VJ 용신+텔리콥/한국) 오디오비주얼퍼포먼스 <Mixed Flow> (가은영 외 7인) |
| 제9회  | 2009 | 아홉빛깔 무지개장르                       | 7개국 200편     | <특별한 주거지>(최규완/한국) <포크레인 코끼리>(정지숙/한국) <재생되다, 부활하다 Part2>(전우진/한국)                              |
| 제10회 | 2010 | 열애(10VE)                                |                 | |
| 제11회 | 2011 | 새로운 상상! 새로운 쓰임!                 |                 | |
| 제12회 | 2012 | XY 글로컬 뉴미디어                        | 20개국 240편    | |
| 제13회 | 2013 | 대안Young畵                               |                 | |
| 제14회 | 2014 | 우리 시대의 민속지                        | 30개국 140편    | |
| 제15회 | 2015 | 낯설고 설레는 인간                        |                 | |
| 제16회 | 2016 | 가상의 정치                               |                 | |
| 제17회 | 2017 | 말, 분리, 표류의 가능성                   |                 | |
| 제18회 | 2018 | 대항기억과 몸짓의 재구성                  |                 | |
| 제19회 | 2019 | 젠더X국가                                 |                 | |
| 제20회 | 2020 | 한국 대안영상예술 어디까지 왔나 2000-2020 |                 | <예언가의 말>, <떠도는 이들>(유비호/한국)                                                                                        |
| 제21회 | 2021 |                                           |                 | |
| 제22회 | 2022 |                                           |                 | |

## 프로그램

### 뉴미디어아트 영화제
뉴미디어아트영화제는 국제 경쟁 상영섹션, 탈장르 미디어 장르전, 거장 회고전, 전세계 디지털예술 포커스전으로 세분된다.
국제 경쟁 상영섹션은 공모작품 중 심사를 거쳐 최고 구애상을 수여하는 유일한 경쟁섹션으로 그간 원(<Written on the Body>,2009), 황보임(<지크프리트 잡아먹기>,2009), 김경묵(<나와 인형놀이>,2005)등의 작가가 이 섹션을 통해 수상한 바 있다.
탈장르 미디어 장르전은 기존에 없던 새로운 미디어장르를 제시하는 작품들로 선별된 섹션이며 댄스필름, 영상시, 비주얼퍼포먼스, 사적다큐멘터리, 액티비즘비디오 등 다양한 형식의 미디어 작품을 상영한다.
거장 회고전은 대안영상을 발전시킨 전 세계의 거장 감독을 집중적으로 소개하는 섹션으로, 샹탈 애커만, 바바라 해머, 빌 비올라 등이 소개된 바 있다.
전 세계 디지털예술 포커스 전은 전 세계 대안영상미디어작품의 흐름을 살펴볼 수 있는 자리이다. 대안영상단체의 지구촌 네트워크를 통해 국내 시민, 학생들에게 쉽게 볼 수 없는 전세계의 시각과 관점을 소개하는 데 의의가 있다. 30여 년의 역사를 갖고 있는 네덜란드의 ‘월드와이드비디오페스티벌’, 20여 년의 역사를 갖고 있는 캐나다의 ‘비디오포엠페스티벌’, 독일의 ‘ZKM’, 미국의 ‘EAI’, ‘Video Data Banks’ 등과 교류, 총 400여 편의 해외 미디어아트 작품을 소개해왔다.

### 뉴미디어아트 전시제
뉴미디어아트 전시제는 국제경쟁전시섹션, 뉴미디어아트 설치전, 작가프리젠테이션으로 나뉜다.
국제 경쟁 전시섹션은 공모를 통해 예심 선정된 미디어전시 작품으로, 영상, 사운드아트, 넷아트를 포괄한다.
뉴미디어아트 설치전은 뉴미디어 영상예술에 대한 다양한 의견을 나누는 기회를 제공하며 해마다 다양한 컨셉트로 기획된다.
작가프리젠테이션은 국내외 미디어 작가 한 명 한 명의 작품을 작가의 친절한 소개와 함께 연달아 감상하는 작가 집중탐구 프로그램이다.

## 주최단체
대안영상문화발전소 아이공은 2002년도에 설립되어 다양한 영상문화를 지키고, 소수의 인권을 다양한 영상그릇에 담는 연구, 실천을 통해 대안영상 활동의 확장을 모색하는 비영리단체이다.
서울특별시 마포구 서교동에 위치한 ‘미디어극장 아이공’을 운영하고 있으며, 인디문화의 산실로 불리는 홍대 앞의 유일한 시네마테크이다. 아녜스 바르다, 바바라 해머, 트리티민하 등의 여성주의 작가, 빌 비올라, 슈리칭, 피필로티 리스트 등의 미디어아트 작가를 기획전 형식으로 소개해 왔다.
아이공이 말하고 있는 대안영상은 영화를 포함한 전반적인 미디어 영역에서 대안적인 내용과 형식을 담은 작품으로, 대안적인 내용이란 세부적으로 젠더 감수성의 가치, 인권감수성의 가치, 비주류 관점의 영상을 생산하는 예술감수성의 가치로 개념화할 수 있다.
이러한 활동은 사라질 수 있는 여성, 소수자, 비주류의 영상역사를 차세대에 전달하기 위한 행동주의에 기반을 두고 있다.